# 玉石美幸
玉石 美幸（たまいし みゆき）は、奈良県出身の卓球選手。エクセディ女子卓球部に所属し、2023年3月の東京選手権をもって、妹・玉石幸穂とともに現役生活にピリオドを打った。
引退後は、引き続きエクセディ女子卓球部のコーチをしている。

## 経歴
- 奈良県小瀬クラブ
- 大成中学校
- 四天王寺高校
- 同志社大学
- エクセディ

## 戦績
- インターハイ団体優勝
- 2012年度全日本大学選手権シングルス5位
- 2013年度後期1部新人賞
- 2014年全日本社会人選手権ダブルス2位
- 2019年度全日本社会人ダブルスベスト8